# Đèo Quy Hòa
Đèo Quy Hòa là đèo trên quốc lộ 1D ở vùng đất phía nam thành phố Quy Nhơn tỉnh Bình Định, Việt Nam .

## Vị trí
Đèo Quy Hòa trên quốc lộ 1D ở đoạn vượt núi Xuân Vân, trong vùng đất phường Ghềnh Ráng thành phố Quy Nhơn tỉnh Bình Định. Đèo ở cách khu trung tâm của thành phố Quy Nhơn cỡ 6 km về phía nam. Núi Xuân Vân ở sát biển nhưng đường đèo ở phía tây núi, nên để ngắm cảnh biển phải đi tiếp sang lối mòn.
Quốc lộ 1D là đường nâng cấp từ đường tỉnh ở thành phố Quy Nhơn. Tuyến đường bắt đầu từ Ngã ba Phú Tài 13°47′39″B 109°08′51″Đ / 13,794048°B 109,147576°Đ trên quốc lộ 1A, qua phía tây thành phố rồi chuyển hướng nam. Đường gặp lại quốc lộ 1A ở ngã ba đầu cầu Bình Phú 13°34′08″B 109°14′42″Đ / 13,568978°B 109,245043°Đ.
Tuy nhiên đoạn đường đèo còn quanh co và hay xảy ra tai nạn giao thông .

## Các dự án hầm đường bộ
Năm 2015 dự án "Hầm đường bộ đèo Quy Hòa" được thông qua. Hầm đường bộ đèo Quy Hòa sẽ rút ngắn quãng đường từ trung tâm thành phố Quy Nhơn tới Tổ hợp không gian đô thị khoa học Quy Nhơn từ hơn 6 km xuống còn 2 km . Đến năm 2019 chưa có thông tin triển khai.
Tháng 1 năm 2019 dự án Hầm đường bộ Cù Mông thông xe, thay đổi diện mạo giao thông của khu vực. Đường hầm rút ngắn và nâng mức an toàn cho đoạn Quốc lộ 1A ở đây, tránh đi đường đèo Cù Mông nguy hiểm. Dự án này làm giảm tải giao thông trên nhánh QL1D.